# مصر الجديدة (مسلسل)
يعرض المسلسل السيرة الذاتية للمناضلة المصرية (هدى شعراوي) , فهدى تزوجت وهي في سن صغيره من أحد أقاربها ( علي شعراوي ) و الذي هو في سن والدها . وكان حب الوطن الشي الوحيد المشترك بينهما، الحقل الوحيد الذي شجعها على الاشتراك فيه . فخلال النصف الأول من القرن العشرين، قامت بإدارة ( الاتحاد النسائي ) الذي كان يدعو إلى استقلال مصر ودخول المرأة في الحياة السياسية من خلال حزب الوفد

## بطولة
| - فردوس عبد الحميد: هدى شعراوي - يوسف شعبان: علي شعراوي - أحمد خليل: سعد زغلول - داليا مصطفى: هدى شعراوي في مرحلة الصبا - هدى سلطان: أم على شعراوي - أحمد راتب: سعيد أغا - محمود الجندي: الشيخ علي يوسف | - نهال عنبر: اقبال أم هدى شعراوي - إيهاب فهمي: إسماعيل طوسون - أحمد سلامة: مصطفى كامل - عبد العزيز مخيون: عزيز رفعت - خليل مرسي:إبراهيم الهلباوي - أحمد صلاح السعدني: محمد شعراوي | - نرمين كمال: نبوية موسى - ألفت عمر: سيزا النبراوي - أحمد الشافعي: أمين أبو يوسف والد مصطفى وعلي - علاء زينهم: الشيخ على الليثي - محمد عبد الجواد: مصطفى لطفي المنفلوطي - محمد أبو داوود: محمد ثابت باشا | - ناصر شاهين: أحمد لطفي السيد - فاروق فلوكس: صاحب متاتيا - عبد الله مشرف: شفيق السكير - هيدي كرم: دولت هدى شعراوي - هبة عبد الغني :فطنات - أحمد فلوكس: عمر سلطان |

ضيوف الشرف:
| - حمدي غيث: محمد باشا سلطان - عبد الرحمن أبو زهرة: عبد الله النديم - أشرف عبد الغفور: الامام محمد عبده - محمد الدفراوي: جمال الدين الأفغاني - أحمد زاهر: الخديوي عباس | - ماجدة الخطيب: حرم حسين رشدي - رجاء الجداوي: عديلة هانم النبراوي - تهاني راشد: زوجة أبو هدى شعراوي - عايدة الشريف - سمير حسني: الخديوي توفيق | - محمد التاجي: العمدة همشان - سامي مغاوري: نجيب الريحاني - أحمد صيام: بديع خيري - عادل هاشم: مصطفى فهمي باشا - احمد جمال: سيد درويش |

أشترك في التمثيل
| - عادل أمين: حسين رشدي باشا - أشرف فاروق: محمود مختار - حسام فارس: سيف الدين - فاروق الرشيدي: عبد العز يز به حافظ - سامي عبد الحليم: السلطان حسين كامل - إيفا: شريفة هانم - يوسف عيد: متى الجنايني - عبد الرحيم حسن: عبد العزيز فهمي - نشوى عمار - شيماء الجزايرلي | - عبد السلام الدهشان: اللورد لورد كرومر - جمال يوسف: قاسم أمين - حمدي السخاوي: ريجنالد ونجت - حسام القاضي - شهيرة فؤاد (شهيرة الجندي): صفية زغلول - نيفين رفعت: فاطمة سري - منى هلا: فاطمة زوج عمر سلطان - راندا إبراهيم - مستورة: خادمة | - ثريا إبراهيم: الخادمة أم هلال - سناء سليمان: والدة سيف الدين - أحمد الحلواني: نوبار باشا - هشام الزيني - مصطفى درويش: صحفي بجريدة المقطم - محمد الأدنداني - محمد عباس - خالد نجيب - احمد شوقى | - نور إحسان: هدى شعراوي طفلة - حنان يوسف: - فيولا:أستر فهمي - سلوى جمعة - عيد أبو الحمد - محمد السعداوي - محمد الحلايلي - هدى الصيفي: زهرة الدادة - أمينة فتحي | - كمال الألفي: هربرت كتشنر - أحمد عطية - نجلاء شعير - مايسة الرباط - اميل شوقى - مصطفى أبو العزايم - علية احمد - حسن عبد الحميد - محمود جليفون | - ايزابيل كمال - محمد علي الدين: شعبان - جميل عزيز - محمد خليفة - حمدي إسماعيل - أحمد عبد الشافي - حلمي الغمراوي - إيهاب الرفاعي - سعيد صديق: طلعت حرب |